# Giovanni di Brandeburgo-Ansbach
Giovanni di Brandeburgo-Ansbach (Kulmbach, 9 gennaio 1493 – Valencia, 5 luglio 1525) è stato un nobile tedesco, viceré di Valencia.

## Biografia

Stemma del Principato di Ansbach

Era figlio di Federico I, margravio di Brandenburg-Ansbach e di sua moglie Sofia di Polonia.
Si sposò il 17 giugno 1519 con Germana de Foix (1490–1538), seconda moglie e vedova del re Ferdinando II d'Aragona. Nel 1523 la coppia fu nominata viceré di Valencia dal nipote del re Ferdinando Carlo V, imperatore del Sacro Romano Impero.
Il matrimonio rimase senza figli. Dopo la sua morte, Germana de Foix si risposò con Ferdinando d'Aragona, duca di Calabria. 
Giovanni di Brandeburgo-Ansbach divenne nel 1516 cavaliere dell'Ordine del Toson d'oro. 

## Ascendenza
|                                   |                       |                                | Genitori                       |  |  | Nonni |  |  | Bisnonni                  |  |  | Trisnonni                |  |
|                                   |                       |                                |                                |  |  |       |  |  | Federico I di Brandeburgo |  |  | Federico V di Norimberga |  |
|                                   |                       |                                |                                |  |  |       |  |  | Federico I di Brandeburgo |  |  | Federico V di Norimberga |  |
|                                   |                       | Elisabetta di Meißen           |                                |  |  |       |  |  | Federico I di Brandeburgo |  |  |                          |  |
| Alberto III di Brandeburgo        |                       |                                |                                |  |  |       |  |  | Federico I di Brandeburgo |  |  |                          |  |
|                                   |                       | Elisabetta di Baviera-Landshut | Federico di Baviera-Landshut   |  |  |       |  |  |                           |  |  |                          |  |
|                                   |                       | Elisabetta di Baviera-Landshut | Federico di Baviera-Landshut   |  |  |       |  |  |                           |  |  |                          |  |
|                                   |                       | Elisabetta di Baviera-Landshut | Maddalena Visconti             |  |  |       |  |  |                           |  |  |                          |  |
| Federico I di Brandeburgo-Ansbach |                       | Elisabetta di Baviera-Landshut |                                |  |  |       |  |  |                           |  |  |                          |  |
|                                   |                       | Federico II di Sassonia        | Federico I di Sassonia         |  |  |       |  |  |                           |  |  |                          |  |
|                                   |                       | Federico II di Sassonia        | Federico I di Sassonia         |  |  |       |  |  |                           |  |  |                          |  |
|                                   |                       | Federico II di Sassonia        | Caterina di Brunswick-Lüneburg |  |  |       |  |  |                           |  |  |                          |  |
| Anna di Sassonia                  |                       | Federico II di Sassonia        |                                |  |  |       |  |  |                           |  |  |                          |  |
|                                   |                       | Margherita d'Austria           | Ernesto I d'Asburgo            |  |  |       |  |  |                           |  |  |                          |  |
|                                   |                       | Margherita d'Austria           | Ernesto I d'Asburgo            |  |  |       |  |  |                           |  |  |                          |  |
|                                   |                       | Margherita d'Austria           | Cimburga di Masovia            |  |  |       |  |  |                           |  |  |                          |  |
| Giovanni di Brandeburgo-Ansbach   |                       | Margherita d'Austria           |                                |  |  |       |  |  |                           |  |  |                          |  |
|                                   | Ladislao II Jagellone | Algirdas                       |                                |  |  |       |  |  |                           |  |  |                          |  |
|                                   | Ladislao II Jagellone | Algirdas                       |                                |  |  |       |  |  |                           |  |  |                          |  |
|                                   | Ladislao II Jagellone | Uliana di Tver'                |                                |  |  |       |  |  |                           |  |  |                          |  |
| Casimiro IV di Polonia            | Ladislao II Jagellone |                                |                                |  |  |       |  |  |                           |  |  |                          |  |
|                                   |                       | Sofia Alšėniškė                | Andrea Olshansky               |  |  |       |  |  |                           |  |  |                          |  |
|                                   |                       | Sofia Alšėniškė                | Andrea Olshansky               |  |  |       |  |  |                           |  |  |                          |  |
|                                   |                       | Sofia Alšėniškė                | Alexandra Drucka               |  |  |       |  |  |                           |  |  |                          |  |
| Sofia di Polonia                  |                       | Sofia Alšėniškė                |                                |  |  |       |  |  |                           |  |  |                          |  |
|                                   |                       | Alberto II d'Asburgo           | Alberto IV d'Asburgo           |  |  |       |  |  |                           |  |  |                          |  |
|                                   |                       | Alberto II d'Asburgo           | Alberto IV d'Asburgo           |  |  |       |  |  |                           |  |  |                          |  |
|                                   |                       | Alberto II d'Asburgo           | Giovanna di Baviera-Straubing  |  |  |       |  |  |                           |  |  |                          |  |
| Elisabetta d'Asburgo              |                       | Alberto II d'Asburgo           |                                |  |  |       |  |  |                           |  |  |                          |  |
|                                   |                       | Elisabetta di Lussemburgo      | Sigismondo di Lussemburgo      |  |  |       |  |  |                           |  |  |                          |  |
|                                   |                       | Elisabetta di Lussemburgo      | Sigismondo di Lussemburgo      |  |  |       |  |  |                           |  |  |                          |  |
|                                   |                       | Elisabetta di Lussemburgo      | Barbara di Cilli               |  |  |       |  |  |                           |  |  |                          |  |
|                                   |                       | Elisabetta di Lussemburgo      |                                |  |  |       |  |  |                           |  |  |                          |  |